# Yūji Nakazawa
Yūji Nakazawa (中澤 佑二 Nakazawa Yūji?,  nacido el 25 de febrero de 1978 en Yoshikawa, Saitama) es un exfutbolista japonés. Jugaba de defensor central y su último club fue el Yokohama F. Marinos de la J1 League. También fue miembro de la Selección de fútbol de Japón, habiéndola capitaneado por varios años y acumulado más de 100 presentaciones con ella.
Su apodo es "Bombardero" por su distintivo corte de cabello. Nakazawa es uno de los siete jugadores japoneses en tener más 100 partidos por su selección.

## Carrera

### Primeros años
Nakazawa comenzó a jugar fútbol en su país de origen. Él jugó por el Yoshikawa Higashi Junior High School y por el Misato Technology High School, pero no atrajo a ojos scouts. Decidido a ser un profesional, él fue a mejorar sus habilidades y entrenar con el América Mineiro. Durante su estadía en Brasil, él ganó el Campeonato Mineiro en la categoría junior y jugó un rol importante en la escuadra del técnico Ricardo Drubscky.

### Verdy Kawasaki
Después de un año, él retornó a Japón y se unió al Verdy Kawasaki en 1998 como cadete, lo que siginficaba que no recibió ninguna indemnización. Las habilidades de Nakazawa le impresionaron lo suficiente al club para que luego ganara un contrato profesional al año siguiente.
Su primera aparición en la J1 League fue el 13 de marzo, en 1999 contra el Cerezo Osaka en el Estadio Atlético Todoroki. Él anotó su primer gol de liga el 10 de abril, en 1999 contra el Nagoya Grampus en Todoroki. En ese año, él recibió el premio como el Jugador más joven del año de la J-League y también fue elegido al once ideal de la J-League.

### Yokohama F. Marinos
En 2002, Nakazawa fue transferido al Yokohama F. Marinos y él contribuyó al equipo en ganar un título de liga en 2003. Sin lugar a dudas el año 2004 fue la mejor temporada de Yuji Nakazawa, ganando un título de liga en 2004, fue elegido como el futbolista del año en Japón y fue nominado al equipo ideal de Copa Asiática, estas cosas hicieron que Nakazawa recibiera numerosas ofertas de varios clubes internacional, entre ellos el que más cerca estuvo de ficharlo fue el 1. FC Köln de la Bundesliga, finalmente, Nakazawa se rehusó de todas las ofertas y se quedó una temporada más con el club en 2005.
En la siguiente temporada, todo fue más regular para Nakazawa, tuvo una temporada demasiado regular con su club, terminando noveno en la J. League de 2005, pero nuevamente fue nominado al equipo ideal de Japón por buen rendimiento. Después de varias temporadas regulares, Nakazawa volvió a ser nominado en el equipo ideal de la J-league en 2008.

## Selección nacional
Phillipe Troussier lo nominó a la Selección de fútbol de Japón. Nakazawa jugó en las clasificatorias para los Juegos Olímpicos de Sídney 2000, así como también jugó las olimpiadas después de haber clasificado. Troussier lo promovió a un partido internacional. Su primera aparición internacional fue en un partido amistoso contra la Selección de fútbol de Irán en el Estadio Internacional de Yokohama. Él anotó su primer gol el 13 de febrero, en 2000 en las clasificatorias para la Copa Asiática contra Singapur en Macao.
Él fue miembro del equipo campeón de Japón de la Copa Asiática del año 2000 en Líbano. Él había jugado 3 partidos en esa competición. Sin embargo, Nakazawa no fue nominado para la Copa Mundial de Fútbol de 2002, debido a la preferencia del técnito Yutaka Akita.
Bajo la nueva dirección técnica del brasileño Zico, en el nuevo esquema del brasileño, Nakazawa estuvo asociado con Tsuneyasu Miyamoto en la línea defensiva. Él participó en la Copa Asiática de 2004. En dicha competición Nakazawa jugó todos los partidos con Japón y anotó 3 goles, uno de ellos fue el gol de desempate contra la Selección de fútbol de Baréin en un resultado final 4 a 3, que llevó a Japón a la final, finalmente Japón ganó la final contra China por 3 goles a 1.
Él también participó en la Copa Mundial de Fútbol de 2006 en Alemania pero el equipo no pudo pasar a los octavos de finales. Después del torneo, él anunció su retiro del fútbol internacional a los 28 años. Sin embargo, seis meses después, él fue nominado por el técnico Ivica Osim para jugar un partido amistoso contra Perú el 24 de marzo de 2007.
Él también participó en la Copa Asiática del año 2007, pero el equipo no pudo repetir su título obtenido en 2004, terminando en el cuarto lugar de la copa.
El 14 de febrero de 2010, Nakazawa hizo su aparición número 100 por la Selección de fútbol de Japón contra la Selección de Corea del Sur en el partido final de la Copa Asiática del Este de 2010. Nakazawa, se convirtió en uno de los tres únicos jugadores, junto a Masami Ihara y Yoshikatsu Kawaguchi, en superar las 100 apariciones por su país.
El 30 de mayo de 2010, Nakazawa anotó un autogol contra Inglaterra que llevó a Inglaterra al triunfo, su compañero defensivo Marcus Tulio Tanaka también anotó un autogol que fue el empate para Inglaterra, incluso Tulio había hecho el primer gol del encuentro. Finalmente el partido terminó 2-1 a favor de Inglaterra.
En la Copa Mundial de Fútbol de 2010, Nakazawa disputó los cuatro partidos totales que jugó Japón hasta los Octavos de final de la Copa Mundial de Fútbol de 2010 que perdió contra la Selección de fútbol de Paraguay. Nakazawa fue una de las figuras de su selección junto a su compañero Marcus Tulio Tanaka, quienes fueron el corazón de una defensa increíble, cualidad que no tuvieron los equipos asiáticos durante esta Copa Mundial de Fútbol. El progreso de Japón en el grupo E durante la Copa Mundial de Fútbol de 2010 fue en gran medida por Nakazawa que salió de su retiro en 2007 de la Selección Nacional de Japón, poniendo en riesgo sin lugar a dudas la mejor dupla defensiva asiática de la Copa Mundial de Fútbol de 2010.

### Apariciones en competiciones mayores
| Equipo | Competición                     | Categoría | PJ      | PJ        | Goles | Resultado        |
| Equipo | Competición                     | Categoría | Titular | Sustituto | Goles | Resultado        |
| ------ | ------------------------------- | --------- | ------- | --------- | ----- | ---------------- |
| Japón  | Juegos Olímpicos de Sídney 2000 | Sub-23    | 4       | 0         | 0     | Cuartos de final |
| Japón  | Copa Asiática 2000              | Adulto    | 3       | 0         | 0     | Campeones        |
| Japón  | Copa Asiática 2004              | Adulto    | 6       | 0         | 3     | Campeones        |
| Japón  | Copa Mundial de Fútbol de 2006  | Adulto    | 3       | 0         | 0     | Primera fase     |
| Japón  | Copa Asiática 2007              | Adulto    | 6       | 0         | 1     | Cuarto lugar     |
| Japón  | Copa Mundial de Fútbol de 2010  | Adulto    | 4       | 0         | 0     | Octavos de final |

## Clubes
| Club             | País   | Año       |
| ---------------- | ------ | --------- |
| América Mineiro  | Brasil | 1996-1997 |
| Tokyo Verdy      | Japón  | 1998-2001 |
| Yokohama Marinos | Japón  | 2002-2018 |

## Palmarés

### Campeonatos nacionales
| Título             | Club                | País             | Año  |
| ------------------ | ------------------- | ---------------- | ---- |
| J1 League          | Yokohama F. Marinos | Bandera de Japón | 2003 |
| J1 League          | Yokohama F. Marinos | Bandera de Japón | 2004 |
| Copa del Emperador | Yokohama F. Marinos | Bandera de Japón | 2013 |

### Campeonatos internacionales
| Título        | Selección | País             | Año  |
| ------------- | --------- | ---------------- | ---- |
| Copa Asiática | Japón     | Bandera de Japón | 2000 |
| Copa Asiática | Japón     | Bandera de Japón | 2004 |

### Distinciones individuales
| Distinción                         | Año                                 |
| ---------------------------------- | ----------------------------------- |
| Futbolista Novato del Año en Japón | 1999                                |
| Equipo Ideal de la J. League       | 1999, 2002, 2003, 2004, 2005 y 2008 |
| Equipo Ideal de Asia               | 1999                                |
| Equipo Ideal de la Copa Asiática   | 2004                                |
| Futbolista del año en Japón        | 2004                                |